# 三原站 (日本)

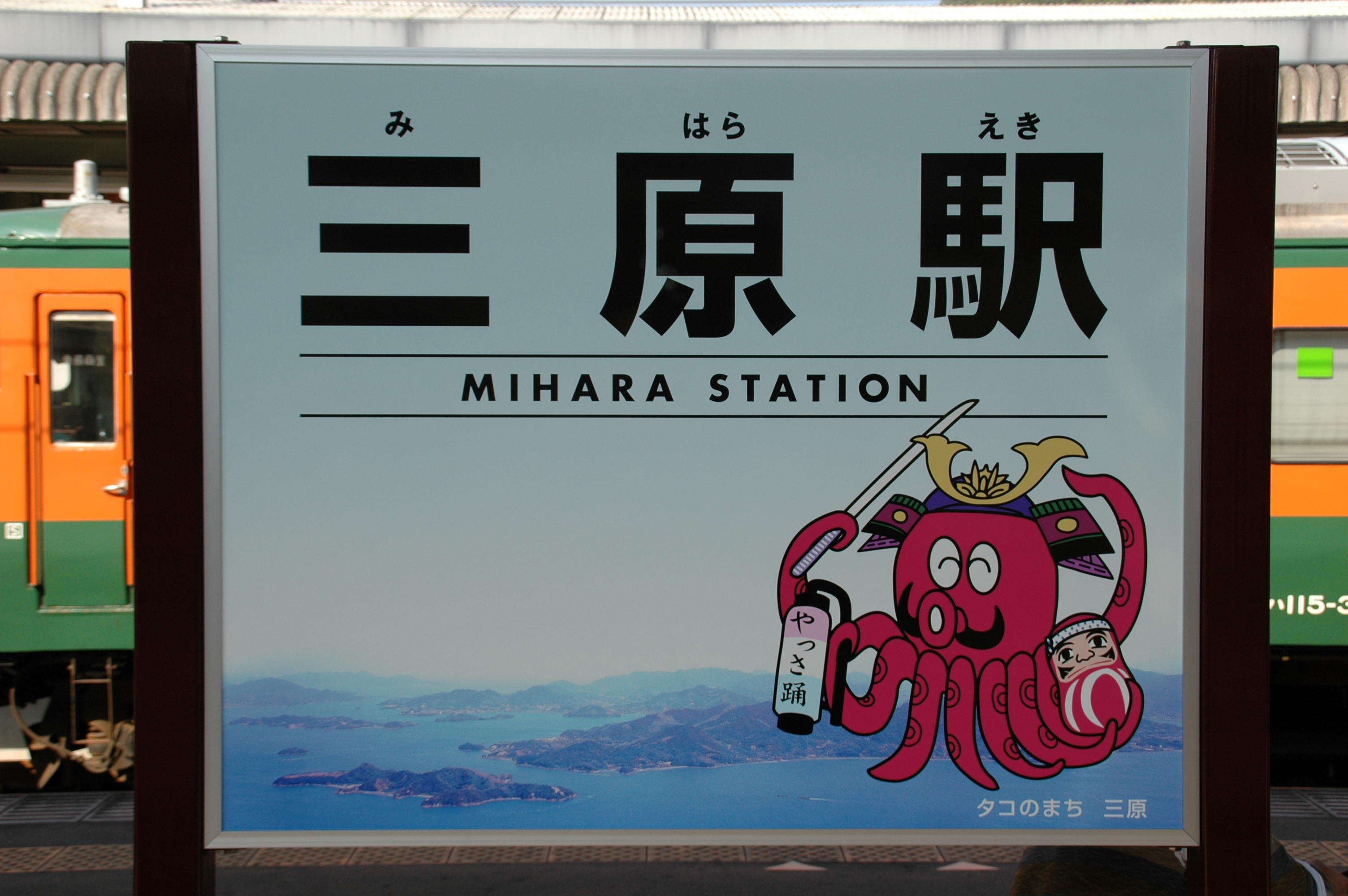
三原車站的月台站名標

三原站（日语：〔〕／ Mihara eki */?）是位於日本廣島縣三原市城町一丁目，由西日本旅客鐵道（JR西日本）營運的鐵路車站。
車站建於日本國家指定古蹟三原城的本丸遺址上，故月台即橫穿了三原城天主台旁。

## 車站構造
在來線為的月台為2面4線的島式月台，新幹線月台則是長410米2面2線的對向式月台。
| 月台       | 路線       | 方向       | 目的地             | 備註                       |
| 在來線月台 | 在來線月台 | 在來線月台 | 在來線月台         | 在來線月台                 |
| ---------- | ---------- | ---------- | ------------------ | -------------------------- |
| 1          | 吳線       | 吳線       | 往竹原、吳方向     | 往竹原、吳方向             |
| 2          | 山陽本線   | 下行       | 往西條、廣島方向   | 往西條、廣島方向           |
| 3、4       | 山陽本線   | 上行       | 往尾道、福山方向   | 部分列車會停靠在1、2號月台 |
| 新幹線月台 |            |            |                    |                            |
| 6          | 山陽新幹線 | 下行       | 往廣島、博多方向   | 往廣島、博多方向           |
| 7          | 山陽新幹線 | 上行       | 往岡山、新大阪方向 | 往岡山、新大阪方向         |

- 吳線由本站直通山陽本線往糸崎、福山方向的列車使用1號或2號月台。
- 於本站折返往福山方向列車使用3號月台。
- 通過本站的列車（如：貨物列車等）往福山方向通過4號月台、西条方向通過2號月台。
- 高架化以後無5號月台。
- 1號線因為是吳線的起點，有吳線的0KM標誌。

### 高架化以前
| 月台      | 路線  | 方向             | 目的地                   | 備註                             |
| --------- | ----- | ---------------- | ------------------------ | -------------------------------- |
| 0         | ■吳線 | -                | 往竹原、吳方向           | 切欠式月台，吳線以外列車無法進入 |
| 1         | ■吳線 | -                | 往竹原、吳方向           |                                  |
| ■山陽本線 | 上行  | 往尾道、福山方向 | 也有部分往廣島方向的列車 |                                  |
| ■山陽本線 | 3、4  | 下行             | 往西條、廣島方向         | 優等列車停車                     |
| ■山陽本線 | 3、4  | 上行             | 往尾道、福山方向         | 也有部分往廣島方向的列車         |
| ■山陽本線 | 5     | 上行             | 往尾道、福山方向         | 優等列車停車                     |

## 历史
在1892年山陽鐵道（現在的山陽本線）自尾道車站延伸至三原本地時，當時的終點站是位於現在的糸崎車站，也因此糸崎車站在當時被命名為「三原車站」；直到1894年山陽鐵道繼續往西延伸至廣島時，本站才同時開始營運，並取代了原本的「三原車站」之名，而原本的三原車站被更名為糸崎車站。
1906年隨著鐵道國有法的實施，山陽鐵道變成國有鐵道，本站也成為國有鐵道的車站。
1930年，吳線東側自本站開始的路段開始營運，1975年山陽新幹線岡山車站至博多車站間的路通車，本站的新幹線月台同時也開始啟用。
1987年配合國鐵分割民營化，本站改隸屬西日本旅客鐵道，接著在1991年完成車站的高架化改建。

## 車站周邊
- 三原城遺址
- 三原市政府
- 三原港渡輪碼頭
- 縣立廣島大學三原校區

## 路線巴士
- 中國巴士
- 鞆鐵道
- 藝陽巴士

## 相鄰車站
西日本旅客鐵道
 山陽新幹線
新尾道－三原－東廣島
 山陽本線
糸崎－三原－本鄉
 吳線
三原－須波

## 外部連結
- JR西日本（三原站）（页面存档备份，存于）
- 日本旅行三原支店

34°24′2″N 133°4′57″E / 34.40056°N 133.08250°E